# Розенфельдер, Вилли
Ви́лли Ро́зенфе́льдер (нем. Willie Rosenfelder) — немецкий кёрлингист.
В составе мужской сборной ФРГ участник чемпионата мира 1980 (заняли шестое место).
Играл на позиции второго.

## Команды
| Сезон   | Четвёртый         | Третий       | Второй             | Первый        | Турниры           |
| ------- | ----------------- | ------------ | ------------------ | ------------- | ----------------- |
| 1979—80 | Ханс Дитер Кизель | Франц Энглер | Вилли Розенфельдер | Хайнер Мартин | ЧМ 1980 (6 место) |

(скипы выделены полужирным шрифтом)